# Kunttjärnet
Kunttjärnet är en sjö i Eda kommun i Värmland och ingår i Göta älvs huvudavrinningsområde. Sjön har en area på 0,301 kvadratkilometer och ligger 117,8 meter över havet. Sjön avvattnas av vattendraget Kunttjärnsälven.

## Delavrinningsområde
Kunttjärnet ingår i det delavrinningsområde (664112-130689) som SMHI kallar för Inloppet i Bysjön. Medelhöjden är 136 meter över havet och ytan är 25,33 kvadratkilometer. Det finns inga avrinningsområden uppströms utan avrinningsområdet är högsta punkten. Kunttjärnsälven som avvattnar avrinningsområdet har biflödesordning 3, vilket innebär att vattnet flödar genom totalt 3 vattendrag innan det når havet efter 295 kilometer. Avrinningsområdet består mestadels av skog (56 procent), öppen mark (10 procent), jordbruk (14 procent) och sankmarker (11 procent). Avrinningsområdet har 0,37 kvadratkilometer vattenytor vilket ger det en sjöprocent på 1,5 procent. Bebyggelsen i området täcker en yta av 0,83 kvadratkilometer eller 3 procent av avrinningsområdet.